# 矢野美子
矢野 美子（やの よしこ、1985年8月1日 - ）は、日本の元女子バレーボール選手。

## 来歴
宮崎県北諸県郡三股町出身。
小学校5年生からバレーボールを始める。都城商業高校を経て、2004年デンソーエアリービーズに入団。パワーを生かしたスパイクを武器にセンターのレギュラーを獲得。2008年、2007/08Vプレミアリーグにてチーム初の準優勝、同年5月開催第57回黒鷲旗大会で初優勝に貢献した。
2010年4月、全日本メンバーに登録された。同年6月のモントルーバレーマスターズに出場し、第2回アジアカップに全日本B代表のキャプテンとして出場した。同年12月の平成22年度全日本選手権で初優勝に大きく貢献した。キャプテン代行として挑んだ2011/12Vプレミアリーグで3位となった。
2012年5月末をもってデンソーを退部し、同年7月、トヨタ車体に移籍。2014年2月16日のパイオニア戦にてVリーグ出場試合230試合を達成し、Vリーグ栄誉賞を受賞した。また、2013/14Vプレミアリーグでチーム初のセミファイナル進出に大きく貢献した。
2014年6月にトヨタ車体クインシーズを退団し、同年9月にPFUブルーキャッツに移籍した。
2016年、2015-16シーズン終了をもって現役引退。

## 球歴
- 日本代表 - 2010年

## 所属チーム
- 上長飯小
- 妻ヶ丘中
- 宮崎県立都城商業高等学校
- デンソーエアリービーズ（2004-2012年）
- トヨタ車体クインシーズ（2012-2014年）
- PFUブルーキャッツ（2014-2016年）

## 受賞歴
- 2014年 - 2013/14Vプレミアリーグ Vリーグ栄誉賞